# Cisticola
As fuinhas ou boitas são aves passeriformes da família Cisticolidae que se classificam no género Cisticola. O grupo ocorre em África e inclui 51 espécies, 16 das quais podem ser observadas em Moçambique.
São aves de queno porte, medindo menos de 15 cm de comprimento total. A plumagem é muito semelhante em todas as espécies: branca ou amarelada na zona inferior do corpo e acastanhada na zona superior. A cauda é pequena e castanha e as patas são relativamente altas. O bico é preto, curto e adaptado a uma alimentação à base de insectos, em particular, gafanhotos.
A falta de características óbvias, aliada à rapidez com que se movem no seu habitat natura, faz com que sejam aves muito difíceis de observar ou identificar no campo. Alguns critérios a ter em conta são o padrão das asas, nomeadamente a presença, ausência, diversidade e ou localização de manchas ou riscas, bem como o tipo de habitat, tendo em conta factores como a altitude e tipo de vegetação.
As fuinhas são residentes comuns em toda a sua distribuição geográfica e desempenham um papel importante no controle das populações de gafanhotos nas áreas que habitam.

## Espécies
- Cisticola erythrops
- Cisticola cantans
- Cisticola lateralis
- Cisticola woosnami
- Cisticola anonymus
- Cisticola bulliens
- Cisticola chubbi
- Cisticola bakerorum[2]
- Cisticola hunteri
- Cisticola nigriloris
- Cisticola aberrans
- Cisticola bailunduensis
- Cisticola bodessa
- Cisticola chiniana
- Cisticola cinereolus
- Cisticola ruficeps
- Cisticola guinea
- Cisticola rufilatus
- Cisticola subruficappila
- Cisticola lais
- Cisticola distinctus[3]
- Cisticola restrictus
- Cisticola njombe
- Cisticola marginatus
- Cisticola lugubris
- Cisticola haematocephalus
- Cisticola anderseni[2]
- Cisticola luapula
- Cisticola galactotes
- Cisticola pipiens
- Cisticola carruthersi
- Cisticola tinniens
- Cisticola robustus
- Cisticola natalensis
- Cisticola fulvicapilla
- Cisticola aberdare
- Cisticola angustacauda
- Cisticola melanurus
- Cisticola brachypterus
- Cisticola rufus
- Cisticola troglodytes
- Cisticola nana
- Cisticola juncidis
- Cisticola haesitatus
- Cisticola cherina
- Cisticola aridulus
- Cisticola textrix
- Cisticola eximius
- Cisticola dambo
- Cisticola brunnescens
- Cisticola cinnamomeus
- Cisticola ayresii
- Cisticola exilis